# Masakry v Jelgavě
Masakry v Jelgavě  byly vraždy Židů v židovském městě Jelgava v Lotyšsku, ke kterým došlo v polovině července a počátkem srpna 1941. Vraždy byly prováděny německými policejními jednotkami pod vedením Alfreda Becu s výrazným příspěvkem lotyšské pomocné policie, kterou vedl Mārtiņš Vagulāns.

## Pozadí
Jelgava je město v Lotyšsku asi 50 km jižně od Rigy. Jelgava byla kdysi hlavním městem Kuronského vévodství do té doby, než byl v roce 1795 částečně nezávislý stát anektován Ruským impériem. Je hlavním městem historické lotyšské oblasti Zemgale, která je jednou ze čtyř hlavních oblastí země. Německý název pro Jelgavu je Mitau. Židé se v Jelgavě začali usazovat na začátku 16. století, tedy od samého počátku židovské přítomnosti v Lotyšsku. Řada představitelů sionistického hnutí byla z Jelgavy.

## Německá okupace
V neděli 22. června 1941 zaútočily německé ozbrojené síly na Sovětský svaz včetně baltských států, které byly nedlouho před tím násilně přičleněny k SSSR. Němci rychle postoupili přes Litvu, vstoupili do Lotyšska a 29. června 1941 dobyli Jelgavu.

## Holokaust začíná vJelgavě
Nacistický okupační režim plánoval zabít tolik nežádoucích lidí, kolik je možné v bezprostřední návaznosti na invazi. „Nežádoucí osoby“ v baltských státech byli komunisti, Romové, duševně nemocní a především Židé. Vraždy měly být prováděny čtyřmi jednotkami zvanými „speciálně zaúkolované skupiny“, které se staly známé pod německým jménem Einsatzgruppen. Odpovědná jednotka Einsatzgruppen pro baltské státy byla zpočátku pod vedením Franze Waltera Stahleckera. Nacistická organizace, která poskytla většinu pracovníků pro Einsatzgruppen, byla bezpečnostní služba (německy: Sicherheitsdienst), obecně odkazovaná na zkratku SD.
Jelgava se nachází na silnici mezi městem Šiauliai (Litva) a hlavním městem Lotyšska, Riga. Když Einsatzgruppe A vstoupila do Lotyšska, její velitel Stahlecker se zastavil v Jelgavě, aby zorganizoval jednotky Lotyšů, které by vykonávaly funkce německé SD a Einsatzgruppen.
Částí nacistického plánu pro Židy v Lotyšsku bylo použití propagandy, která zahrnovala noviny, spojování Židů s komunisty a NKVD, kteří byli v Lotyšsku nenáviděni kvůli sovětské okupaci. Prvními novinami vydávanými v Lotyšsku pod nacistickou správou se staly Nacionālā Zemgale, které byly vydány v Jelgavě 30. června 1941. Stahlecker  si zvolil lotyšského agronoma a novináře Vagulānse, který se stal editorem Nacionālā Zemgale, a také velitelem lotyšské jednotky SD v Jelgavě, která se později stala známá jako Vagulānsovo komando.
Na německé přání byl hlavní článek v prvním vydání Nacionālā Zemgale o chvále Adolfa Hitlera a německých ozbrojených sil. Dále sváděl zločiny během okupace Lotyšska na židovskou spolupráci s komunisty. Podobné antisemitské články se objevovaly v každém čísle Nacionālā Zemgale. Způsob a styl odsouzení byly odlišné od předválečného lotyšského antikomunismu a poukázaly na přímou kontrolu Němců redakčního procesu.

## Založení německé SD
Protože se přední linie přestěhovala na východ, jednotky Einsatzgruppen, které se držely těsně za boji, prošly Lotyšskem během několika týdnů. Německé orgány pak založily pobočky SD ve velkých městech Lotyšska, včetně Jelgavy. Další pobočky byly ve městech Daugavpils, Liepāja a Valmiera s hlavní kanceláří v Rize. V rámci úřadu v Jelgavě byly v menších městech založeny podúřady, a to ve městech Ilūkste, Jēkabpils, Bauska a Tukums. Nacistický úředník jménem Egon Haensell měl na starosti pobočku SD v Jelgavě.

## Vagulānsovo komando
Vagulāns byl členem Pērkonkrusts ("hákový kříž"), lotyšská fašistická organizace v 30. letech 20. století. Prohlašoval, že se setkal se Stahleckerem na dálnici do Rigy. Profesor Ezergailis však uvedl, že nelze vyloučit možnost, že byl Vagulāns před válkou agentem SD v Lotyšsku. V Jelgavě zůstali Němci v pozadí, Vagulāns byl ten, kdo zorganizoval vraždy.

## Vypálení synagogy

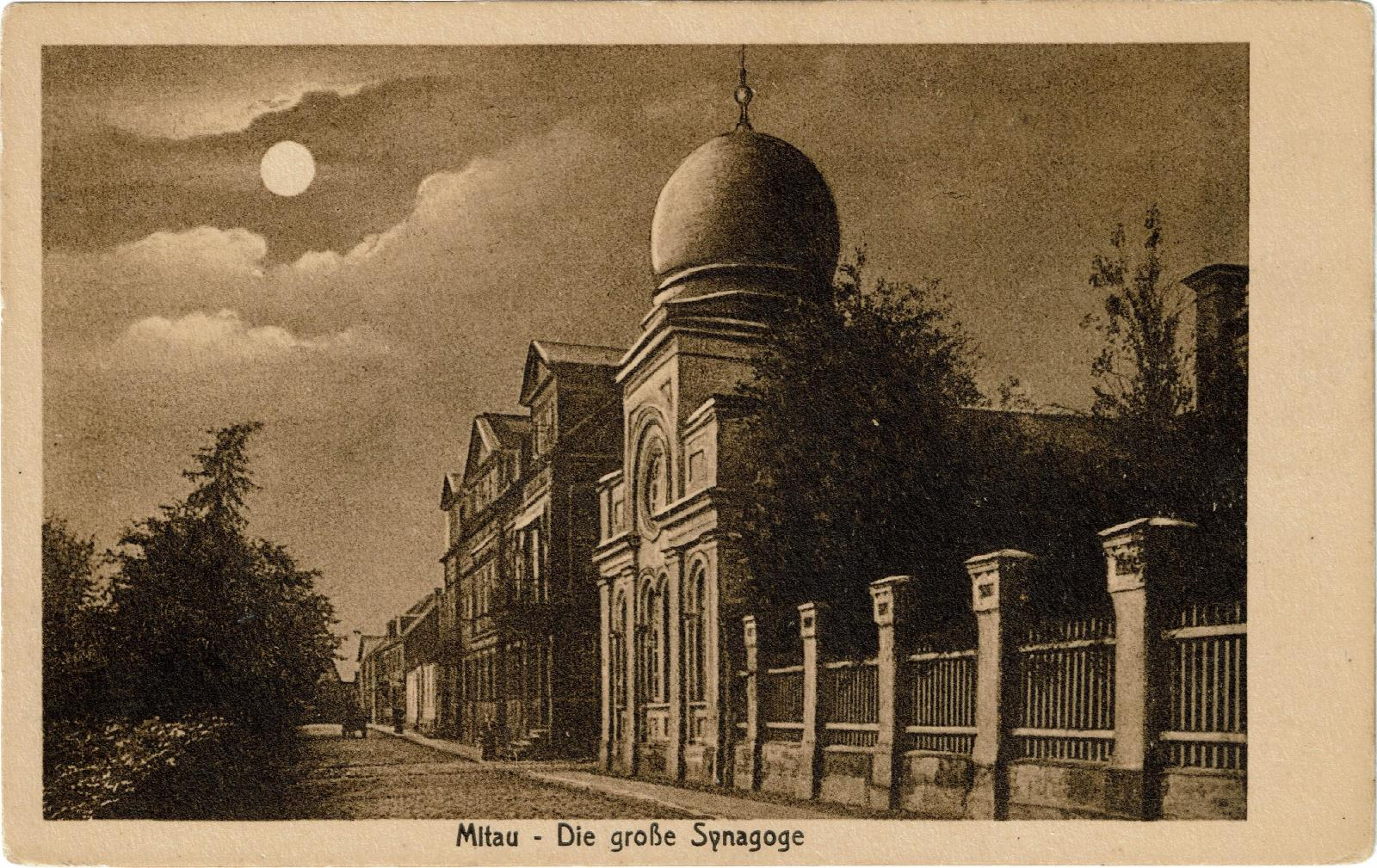
Hlavní synagoga v Jelgavě (starší fotografie z pohlednice)

Dva nebo tři dny poté, co Němci dobyli město, byla synagoga spálena. Zřejmě použili ruční granáty a benzín. Zatímco oheň hořel, byla budova obklopena stráží nosící německé helmy. Druhý den se ve městě rozneslo, že rabín odmítl ze synagogy odejít a nejspíše tam s ním byli upáleni i jiní Židé. S některými bylo brutálně zacházeno venku. Někteří lotyšští přihlížející vyjádřili sympatie k Židům.

## Jednotlivé vraždy a pachatelé
Max Kaufmann, přeživší ghetta v Rize, uvádí, že bylo v Jelgavě několik individuálních vražd. Podle Kaufmanna se jedná o Dr. Lewitase, který byl zastřelen na hřbitově, o pedagoga Bowshowera, který byl se svým dítětem popraven na trhu a o rodiny Disencika a Hirschmanna, které si musely vykopat své vlastní hroby. Kaufmann tvrdí, že podle jeho zdrojů byli účastníci těchto vražd, stejně tak vypálení synagogy, Hollstein a Colonel Schulz. Oba byli baltští Němci, kteří se vrátili z Lotyšska do Německa. Místní lotyšští pachatelé byli podle Kaufmanna Weiland (Veilands), Petersilins (Pētersiliņš), Kaulins (Kauliņš), Leimand (Leimanis) a Dr. Sprogis (Sproģis).

## Identifikace a izolace Židů
Ze své kanceláře na ulici Lielā 42 v Jelgavě používal Vagulāns nové noviny Nationālā Zamgale k propagování vyhlášek. 30. června nařídil všem veteránům policie a Aizsargi (hlavní stráž), aby podávali zprávy úřadu bezpečnostní policie až do doby sovětské okupace. Také zakázal Židům vlastnit, řídit nebo pracovat v jakýchkoliv potravinách. 1. července 1941 nařídil všem stavby vedoucím, aby spolu s bezpečnostní policií zaregistrovali uživatelé budov. To byl začátek identifikace Židů, ačkoli je nepravděpodobné, že to v té době bylo realizováno stavby vedoucími. Toho času v Jelgavě byli starší Židé snadno rozeznáni podle jejich konzervativních šatů. Mladší Židé však byli od Lotyšů k nerozeznání, mluvili lotyšským jazykem bez přízvuku.
Vagulāns rozhodl, že od 3. července 1941 bude nezákonné prodávat cokoli Židům. Pracovní poměr všech Židů byl ukončen. Ti, kteří žili ve vyhrazených částech města, měli uvolnit svá bydliště 5. července 1941 do 18. hodiny. Není jasné kam šli, některé zdroje uvádí, že byli ubytovaní ve skladech a starých továrnách nedaleko rybího trhu. Jiné tvrdí, že byli ubytovaní blízko železniční stanice. Vypadá to, že 14. července byli ubytováni v jedné velké budově.
Jejich domy byly vyrabovány pomocnou policií nebo alespoň lidmi, kteří nosili pásky v barvách Lotyšska a předstírali, že jsou součástí pomocné policie. Židé nesměli vstoupit do divadel, kin, parků, muzeí a všech ostatních zařízení. Nesměli se účastnit žádných akcí. Také nesměli poslouchat rádio a všechna jejich rádia musela být odevzdána na ústředí SD. Tyto vyhlášky byly zveřejněny v novinách Nationālā Zamgale, které využíval Vagulāns k publikování antisemitského materiálu. Podle názoru profesora Ezergailise byly noviny stejně tak špatné nebo ještě horší než nechvalně známé nenáviděné německé noviny Der Stürmer.

## Masakr
Přesné datum vraždy Židů v Jelgavě nelze jasně určit. Podle důkazů se tak stalo buď 25. - 26. července nebo 2. - 3. srpna. Vagulānsova směrnice vydaná 1. srpna 1941 potvrzuje datum vražd 2. - 3. srpna:
Nařizuji všem Židům žijícím v Jelgavě a městských částí opustit hranice města a okresu do 2. srpna ve 12 hod. Ti, co budou shledáni vinnými, budou potrestání v souladu se zákony války.

Masakry v Jelgavě zůstávají nejasnými. Jestli se jednalo o jednu nepřetržitou střelbu v průběhu víkendu nebo jestli šlo o několik menších střílení, zůstává neznámé. Přesný počet obětí není znám, byly navrženy odhady 1 500, 1 550 a 2 000. Němec SD, který řídil střelby, byl Alfred Becu. Při soudním přelíčení v západním Německu v roce 1968 řekl, že následoval příkazy lotyšského člena SD Vagulānse. Becu také přiznal, že bylo Rudolfem Batzem nařízeno, aby si vzali do Jelgavy Einsatzkommando k zabíjení Židů. Becu vypověděl, že byl v Jelgavě jen několik dní, poté odjel a od té doby byl v šoku. Místo pro zabíjení bylo nejspíše u bývalé střelnice lotyšské armády, která se nacházela asi 2 km jižně od Jelgavy nedaleko dálnice, která vedla do Šiauliai v Litvě.
Podle svědka Wilhelma Adelta, který velel hraniční stráži při třídenním střílení mužů, žen a dětí. Byli vedeni na střelnici, kde každý den museli vykopat jámu 20 – 50 m dlouhou a 2 m hlubokou. Museli se svléknout a vzdát se všech cenností, které nesli. Oběti byly vedeny do jam lotyšskou pomocnou policií s puškami a hodnostmi na rukávu. V tomto čase bylo zabito asi 8 – 10 Židů. Střelci byli muži z SD, někteří stáli a ostatní klečeli. Přesný počet vrahů není znám. Po střelbě některé oběti spadly do jámy, některé se zhroutily na okraji. Becu, který dal také rozkaz ke střelbě, kráčel mezi oběťmi a znovu střílel po těch, co stále žily. Když byla jáma plná, Lotyši ji zakryli pískem. Každý den byly oběti nejprve nuceni vykopat novou jámu, aby proces mohl pokračovat. Podle Adelta řekl Becu: „Židé museli být zabiti, protože se nehodí do nacistického režimu. Muselo se s nimi skoncovat.“ Metoda popsaná Adeltem byla podobná mnoha vraždám spáchaných Einsatzkommandem 2 v lese Biķernieki. Adelt dosvědčil, že bylo v třídenním masakru zabitu okolo 500 – 600 lidí. Profesor Ezergailis uvádí, že pokud to byl jeden hlavní masakr, celkové číslo by muselo být třikrát vyšší.

## Zprávy pozůstalých
Zdá se, že tu nejsou žádné zprávy pozůstalých z masového střílení v Jelgavě. Jedna událost, která by mohla být popsána jako zpráva pozůstalého je poskytnuta Fridou Michelson, návrhářka dámského oblečení v Rize, která dělala nucené práce na poli nedaleko Jelgavy:
Jednou jiný strážce ozbrojený samopalem projížděl na kole. Když nás uviděl – židovské ženy – pracující, začal hysterčit. „Kdo se sem odvážil dostat tyhle zatracené Židovky? Kontaminují vše, čeho se dotknou!“ Zdvihl samopal směřující k nám, „Kdo to tu má na starosti?“ „Já“, řekl náš strážce a rozběhl se k němu mávajíce papírem. „Vykonávají užitečnou práci na příkaz Commandature v Rize.“ Vyměnili si pár naštvaných slov a cizinec odjel. Později nám farmářka řekla, že pokud by náš strážce neměl papír, který prohlašuje jeho odpovědnost za nás, všichni bychom byli cizincem zastřeleni přímo na poli.

## Výsledky a následky
Prakticky celá židovská komunita Jelgavy byla zavražděna během masakrů a dalších pronásledování. Poté nacisti označili vjezd do města: „Jelgava je očištěna od Židů“. Policejní prapor 105 byla nacistická organizace přiřazená k Pobaltí, jejímž úkolem bylo zabíjení Židů, Romů a dalších. 20. července 1941 prodavač z Brém, který se zapsal do policejního praporu 105, napsal své ženě z Jelgavy a stěžoval si, že ve městě nezůstali žádní Židé, kteří by působili jako služební v domácnosti a dodal, možná sarkasticky, „předpokládám, že musí pracovat někde na venkově.“
Na podzim roku 1941 bylo Lotyšsko a další Baltské státy součástí Běloruska během německé okupace provincie Ostland, kde nacisté uvedli Hinricha Lohse s titulem říšského komisaře (Reichskommissar). Lotyšsko bylo řízeno Ottem-Heinrichem Drechslerem s titulem generálního komisaře (Generalkommissar). Lotyšsko bylo rozděleno do 6 oblastí, z nichž jedna byla Jelgava. Každá oblast byla pod kontrolou územního komisaře (Gebietskommissar). Pro Jelgavu byl jmenován Gebietskommissarem Freiherr Walter von Medem. Browning a Matthaüs ve své knize oznamují, že:
Ve zprávě psané v polovině srpna definoval Gebietskommissar v Jelgavě jako jeden z jeho hlavních úkolů zřízení disciplíny mezi místními policisty, kteří v důsledku své účasti na likvidaci Židů ztratili všechny morální zábrany.

 V roce 1942 nacisté odstranili a prodali všechny náhrobky z židovského hřbitova. Sama Jelgava byla zničena v dalších bojích druhé světové války.

## Památníky
Památníky byly postaveny na židovském hřbitově a v lese nedaleko města, kde byli Židé zabiti.

### Historiografie
- Browning, Christopher, Nazi Policy, Jewish Workers, German Killers, Cambridge University Press 1999 ISBN 0-521-77490-X
- Dribins, Leo, Gūtmanis, Armands, and Vestermanis, Marģers, Latvia's Jewish Community: History, Tragedy, Revival (2001), k dispozici na the website of the Latvian Ministry of Foreign Affairs
- Dribins, Leo, "Kurzeme's and Zemgale's Jews", University of Latvia website[nedostupný zdroj]
- Ezergailis, Andrew, The Holocaust in Latvia 1941-1944—The Missing Center, Historical Institute of Latvia (ve spolupráci s United States Holocaust Memorial Museum) Riga 1996 ISBN 9984-9054-3-8
- Hilberg, Raul, The Destruction of the European Jews (3d Ed.) Yale University Press, New Haven, CT 2003. ISBN 0-300-09557-0
- Kaufmann, Max, Die Vernichtung des Judens Lettlands (The Destruction of the Jews of Latvia), self-published, Munich, 1947, do angličtiny přeložila Laimdota Mazzarins, k dispozici online na Churbn Lettland -- The Destruction of the Jews of Latvia (všechny odkazy v tomto článku jsou čísla stránek on-line vydání)
- Lewy, Guenter, The Nazi Persecution of the Gypsies, Oxford University Press 2000 ISBN 0-19-512556-8
- Lumans, Valdis O., Latvia in World War II, Fordham University Press, New York, NY, 2006 ISBN 0-8232-2627-1
- Roseman, Mark, The Wannsee Conference and the Final Solution—A Reconsideration, Holt, New York, 2002 ISBN 0-8050-6810-4

### Osobní záznamy
- Michelson, Frida, I Survived Rumbuli, (přeloženo z Ruštiny a editováno Wolfem Goodmanem), The Holocaust Library, New York 1979 ISBN 0-89604-030-5

### Souzení válečných zločinů a důkazy
- Jaeger Report, "Complete tabulation of executions carried out in the Einsatzkommando 3 zone up to December 1, 1941" reproduced at Holocaust History.org
- Stahlecker, Franz W., "Comprehensive Report of Einsatzgruppe A Operations up to 15 October 1941", Exhibit L-180 (výňatky z rozsáhlé zprávy), přeloženo a dotisknuto v kanceláři vedoucího poradce Spojených států pro trestní stíhání kriminality, Nazi Conspiracy and Aggression, Volume VII, pages 978-995, USGPO, Washington DC 1946 ("Red Series")
- Trials of War Criminals before the Nuremberg Military Tribunals under Control Council Law No. 10, Nuernberg, October 1946 - April 1949, Volume IV, ("Green Series) (the "Einsatzgruppen case") k dispozici na Mazel library (well indexed HTML version)